# Blaue Fichtenholzwespe
Die Blaue Fichtenholzwespe (Sirex noctilio) ist ein Hautflügler aus der Familie der Holzwespen (Siricidae). Sie lebt in Symbiose mit dem Braunfilzigen Schichtpilz (Amylostereum areolatum), dessen Sporen sie in speziellen Hinterleibsorganen aufbewahrt. Während die Wespe für die Verbreitung des Pilzes sorgt, dient er ihr im Larvalstadium als Nahrung und erleichtert es ihr, das Holz zu besiedeln. Nach der Verpuppung gelangt er schließlich wieder in den Körper der ausgewachsenen Wespe, indem diese sein Myzel über den Legestachel aufnimmt.
In ihrem ursprünglichen Verbreitungsgebiet richtet die Art nur geringe Schäden in Wald- und Forstbeständen an; gemeinsam können Braunfilziger Schichtpilz und Blaue Fichtenholzwespe aber auch zu einer ernsten Bedrohung für Nadelbaumbestände werden. Vor allem in Nord- und Südamerika, Australien und Südafrika, wo die Wespe eingeschleppt wurde, richten Pilz und Wespe große Schäden in Holzplantagen an und bewirken eine Baumsterblichkeit von bis zu 80 %. Von der IUCN wird die Art als hochgradig invasiv eingestuft.

## Merkmale

### Imago

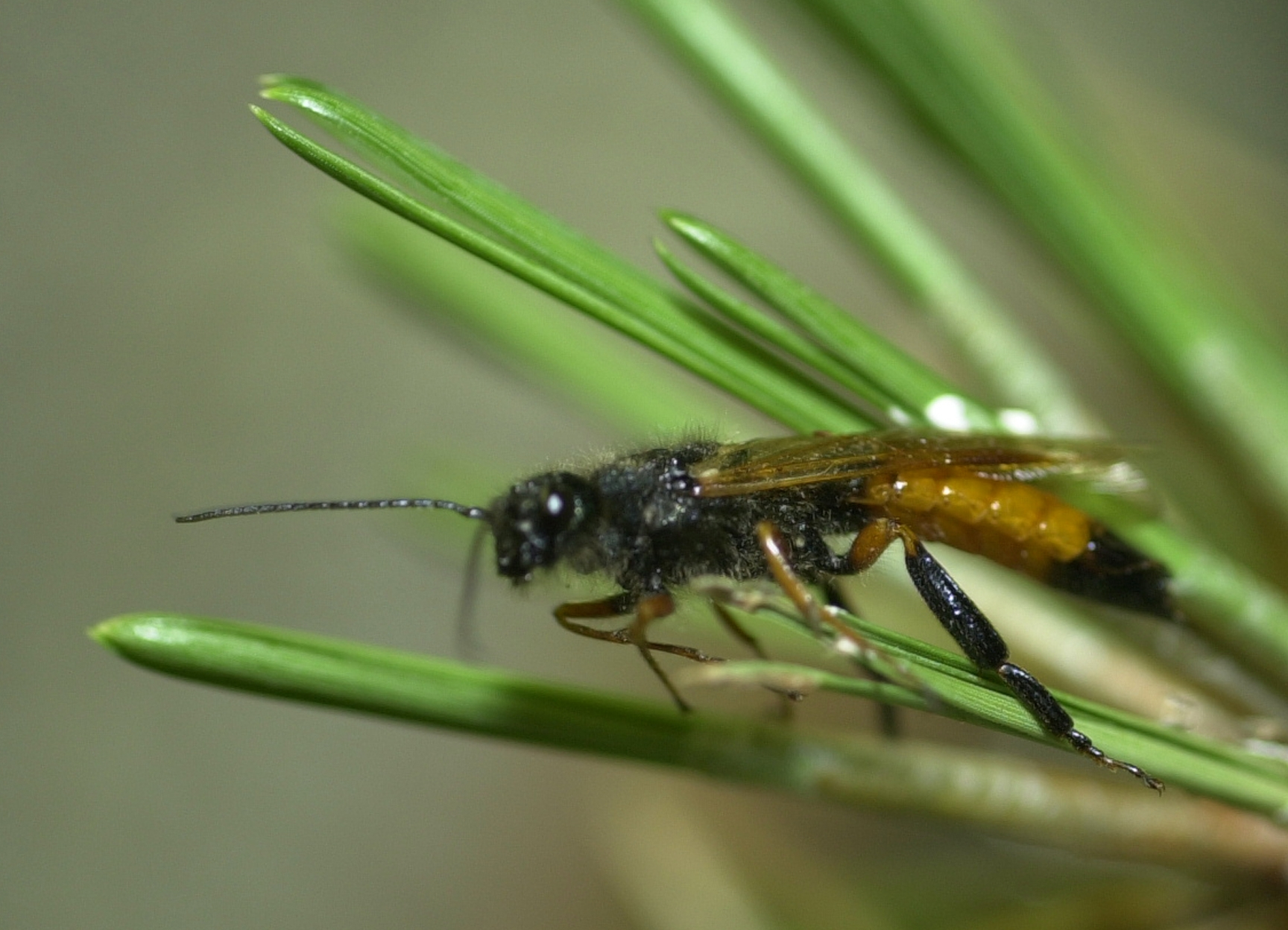
Männchen mit orangen Mittelsegmenten des Hinterleibs und weitgehend schwarzen Hinterbeinen

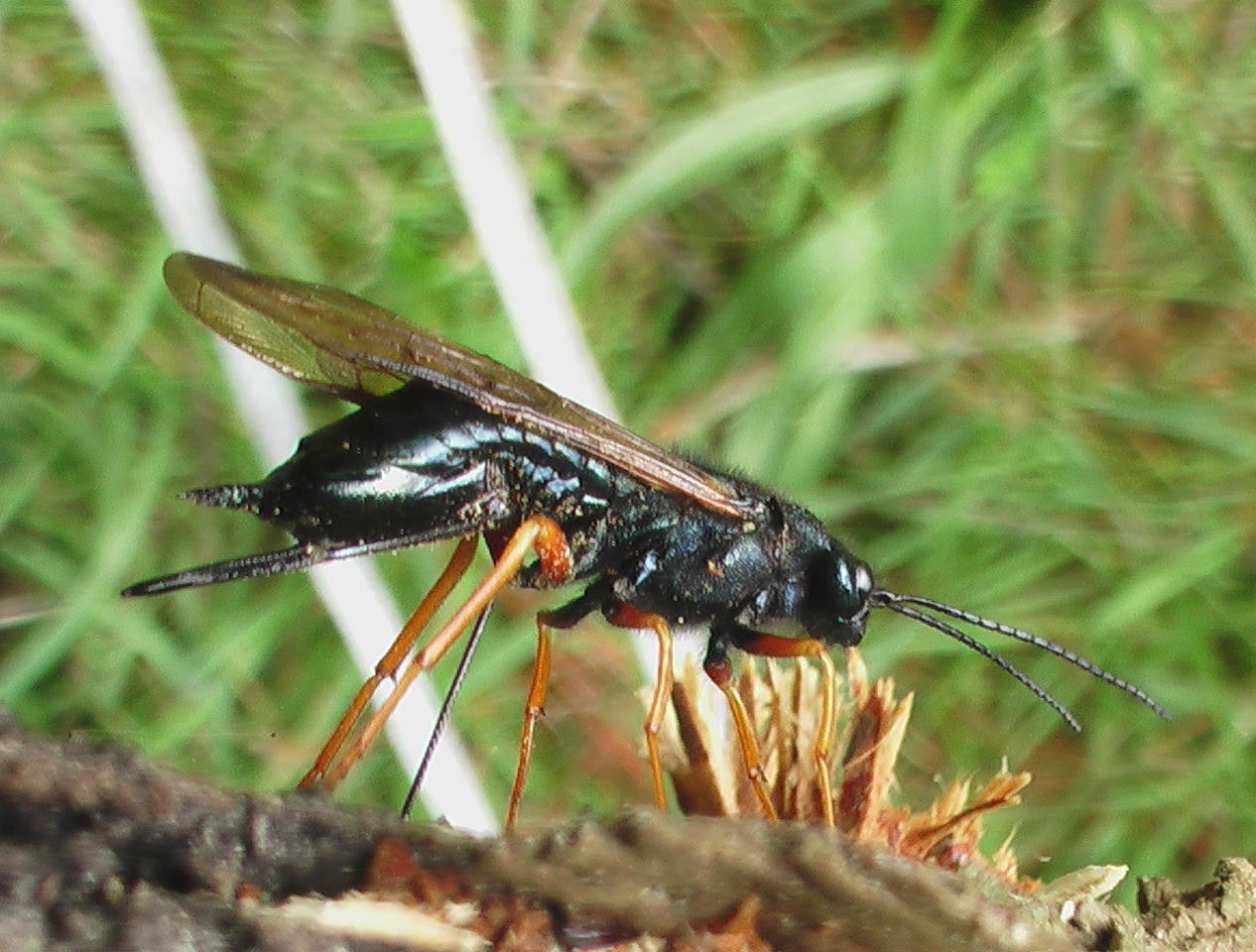
Stahlblaues Weibchen bei der Eiablage tief ins Holz mit bereits teilweise eingeführtem feinen Legestachel mit seiner laubsägeblatt-ähnlichen Zähnelung.

Blaue Fichtenholzwespen besitzen einen stämmigen, zylindrischen Körper ohne Taille, der am Hinterleib spitz zuläuft. Der Körper wird bei den Weibchen 15–36 mm, bei den geringfügig kleineren Männchen 9–32 mm lang. Beide Geschlechter besitzen lange schwarze, borstenförmige Fühler, die nahe beieinander stehen.
Die Männchen der Blauen Fichtenholzwespe haben einen schwarzen Körper, mit Ausnahme der orangen mittleren Segmente des Abdomens. Die Flügel sind gelblich-durchscheinend, die Antennen sind einheitlich schwarz. Die beiden vorderen Beinpaare sind von gelblich-oranger Farbe, das hintere Beinpaar ist stark verdickt und an Hinterschiene und Tarsus schwarz gefärbt, das Femur ist hingegen orange.
Weibchen sind stahlblau gefärbt und haben einheitlich orange gefärbte Beinpaare und einheitlich schwarze Antennen. Dies ist ein wichtiges Unterscheidungsmerkmal gegenüber der Gemeinen Holzwespe (S. juvencus), die rote Fühlerbasen hat. Auch die Weibchen haben gelbliche Flügelpaare. Auffällig ist vor allem die Scheide am Hinterleib des Weibchens, in der sich der Legestachel verbirgt. Der Stachel ist mit den Mycetangien verbunden, speziellen Organen am Abdomen, in denen das Weibchen zu Oidien (asexuellen Pilzsporen) aufgespaltene Hyphensegmente aufbewahrt. Diese Sporen werden zusammen mit den Eiern im Holz des Wirtsbaumes deponiert, wo sie keimen. Larven und Imagines verfügen über starke Mundwerkzeuge und sind damit in der Lage, sogar Bleiplatten zu durchdringen.

### Larve
Die Larven der Blauen Fichtenholzwespe sind fast gänzlich pigmentlos und verfügen nur über drei stummelförmig ausgebildete Brustbeinpaare. Deutlich zu erkennen sind die kraftvollen Mundwerkzeuge, mit denen sich die Larven durch das Wirtsholz fressen. An ihrem hinteren Ende haben sie einen spitz zulaufenden, dunklen Zapfen, der dazu dient, hinter sich das Bohrmehl im Fraßgang und an dessen Wänden festzudrücken. Äußerlich unterscheiden sie sich dadurch jedoch nicht von Larven anderer Holzwespenarten.

## Verbreitung

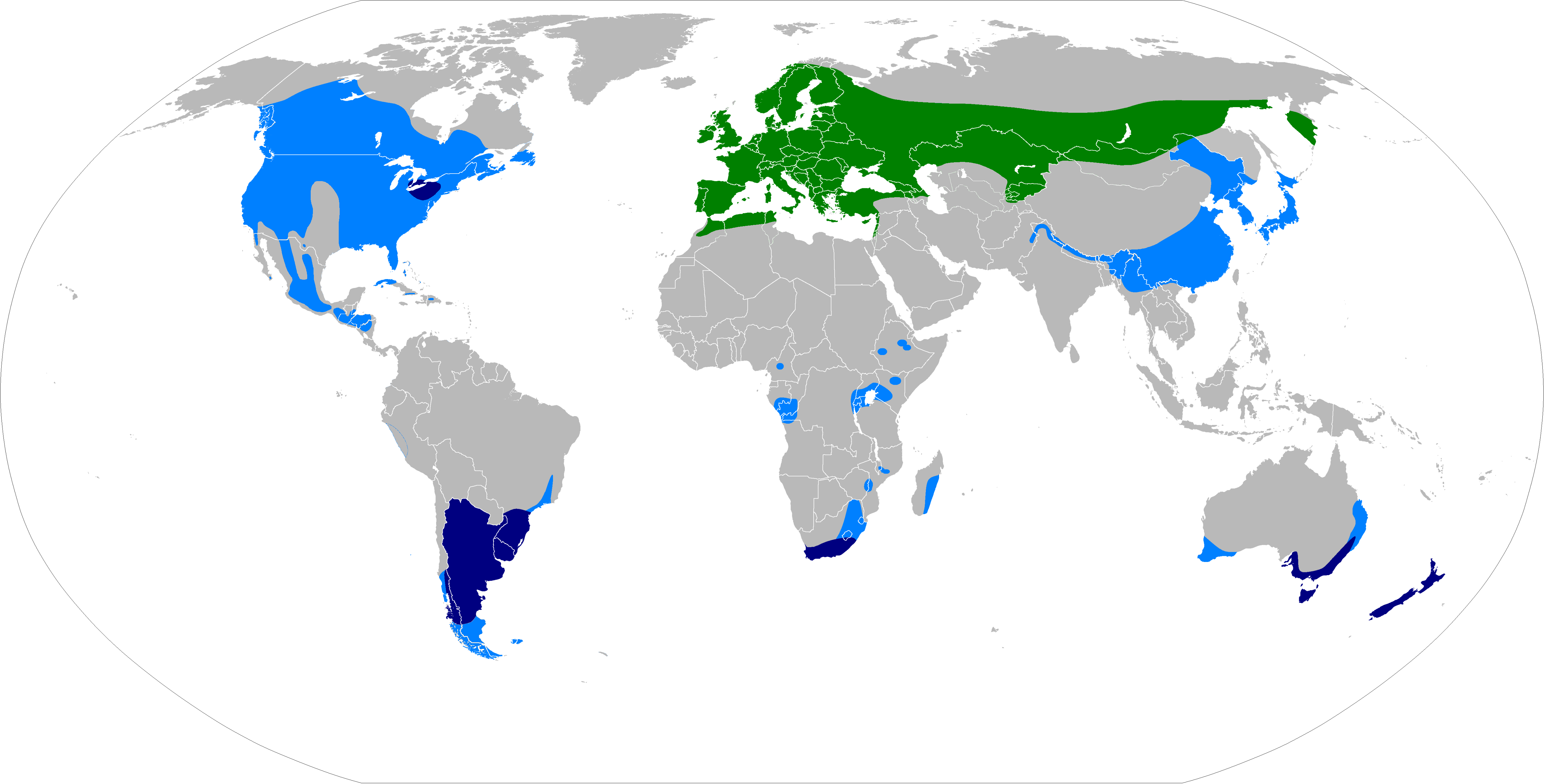
Verbreitungsgebiet der Blauen Fichtenholzwespe
Ursprüngliche Verbreitung
Eingeführt
Vermutete zukünftige Ausbreitung

Das Verbreitungsgebiet der Blauen Fichtenholzwespe liegt ursprünglich in der gemäßigten Paläarktis und reicht vom Maghreb über Europa, Sibirien und die Mongolei bis nach Kamtschatka. Dort kommt sie meist in tieferen Lagen vor, in denen Kiefern vorherrschen.
Durch den Export von Brenn- und Bauholz von Europa in den Rest der Welt erreichte sie aber auch Australien, Südafrika und den amerikanischen Doppelkontinent. Während in Nordamerika Invasionen lange Zeit verhindert werden konnten, fasste die Blaue Fichtenholzwespe bereits um 1900 Fuß in Neuseeland. Dort führte sie in der ersten Hälfte des 20. Jahrhunderts zu einem massiven Kiefernsterben, bevor sie von Neuseeland aus in den 1950ern nach Tasmanien und ein Jahrzehnt später auf das australische Festland übersprang. Ab 1980 breitete sich die Blaue Fichtenholzwespe in Kiefernplantagen Uruguays, später auch Argentiniens, Brasiliens und Chiles aus; in Südafrika wurde sie schließlich 1994 nachgewiesen. Nachdem die Forstbehörden der USA und Kanadas lange eine dauerhafte Ausbreitung der Wespe verhindern konnten, mehrten sich ab 2004 Funde im Gebiet der Großen Seen; bis 2009 hatte sich die Wespe in Vermont, New York, Pennsylvania, Ohio und Michigan sowie im kanadischen Ontario ausgebreitet. Die Wespen können zwischen 20 und 50 km weit schwärmen und würden bei der derzeitigen Ausbreitungsgeschwindigkeit nur rund 55 Jahre benötigen, um sich bis in den äußersten Südosten der Vereinigten Staaten auszubreiten.
In der Folge intensivierten die Forstbehörden ihre Schädlingsbekämpfungsmaßnahmen und starteten zusätzlich Aufklärungskampagnen, um die Bevölkerung zu sensibilisieren. So warnen die Behörden davor, Feuerholz über große Strecken zu transportieren oder lange zu lagern. Durch Holzexporte könnten jedoch auch andere Teile der Welt von der Blauen Fichtenholzwespe besiedelt werden: Neben dem Großteil Nord- und Südamerikas sind auch Ostasien, Westaustralien und Teile Afrikas betroffen. Abgelegene Gebiete – etwa am Horn von Afrika – haben bei sorgfältiger Kontrolle jedoch gute Chancen, von der Blauen Fichtenholzwespe verschont zu bleiben. Von der Invasive Species Specialist Group (ISSG) der IUCN wird die Blaue Fichtenholzwespe als stark invasiv eingestuft.

## Ökologie

### Phänologie
Die Flugzeit der Imagines beginnt Ende Sommer bis Anfang Herbst, wobei der Zeitpunkt je nach Region und Klima variiert. Die Männchen schlüpfen früher als die Weibchen und bilden Schwärme, die sich rund um Baumwipfel versammeln. Die Weibchen suchen diese Leks auf und paaren sich auf den obersten Trieben mit den Männchen. Anschließend suchen die Weibchen geeignete Wirtsbäume, wobei sie nach Möglichkeit schwache und unter Trockenheit leidende Bäume auswählen. Dabei orientieren sie sich an monoterpenen Kohlenwasserstoff-Verbindungen, die von den Bäumen produziert werden. Bei Stress aufgrund von Trockenheit oder äußeren Verletzungen durchdringen diese Verbindungen osmotische Barrieren und treten an der Borke aus.
Die Weibchen bohren mehrere Löcher durch die Borke bis ins Xylem, in die sie je ein Ei zusammen mit den Sporen des Braunfilzigen Schichtpilzes (Amylostereum areolatum) und einem phytotoxischen Sekret ablegen. Die Löcher verzweigen sich in mehrere Röhren, die strahlenförmig in verschiedene Richtungen führen. Die Eier sind weiß, wurstförmig und 1,0–1,5 mm × 0,2–0,3 mm groß. Kleinere Weibchen können 20, sehr große bis zu 500 Eier ablegen. Nicht in jede Röhre wird ein Ei gelegt, meist entfällt auf jedes Bohrloch nur ein Ei. In das zuletzt gebohrte Loch injizieren die Weibchen nur ihr Sekret und die Pilzsporen. Gesunde Bäume werden zunächst nur über eine Einzelbohrung durch das Sekret geschwächt, bevor die Wespe später zurückkehrt und ihre Eier ablegt. Da den Imagines die Fähigkeit zur Nahrungsaufnahme fehlt, sind sie auf im Körper eingelagerte Fettreserven angewiesen. In der Regel werden sie nur etwa zwölf Tage alt. Weibchen sterben durch die Anstrengungen der Eiablage oft schon nach drei oder vier Tagen; manchmal inmitten der Eiablage.

### Larvalentwicklung
Die Nachkommen der Blauen Fichtenholzwespe unterliegen einer Arrhenotokie: Männliche Larven entwickeln sich ausschließlich aus unbefruchteten, weibliche nur aus befruchteten Eiern. Dadurch kommt es in der Regel zu einer Überproduktion von Männchen und einem durchschnittlichen Verhältnis von 10 Männchen pro Weibchen. Dieses Verhältnis kann jedoch stark zwischen 20:1 und 1:1 schwanken. Die Larven schlüpfen nach frühestens acht Tagen, abhängig von den äußeren Bedingungen können sie aber auch mehrere Monate in den Eiern verharren. Die optimalen Bedingungen liegen um 25 °C, bei diesen Umgebungstemperaturen schlüpfen die Larven nach zehn bis zwölf Tagen. Zwar schlüpfen die Larven bei 30 °C zwei bis vier Tage früher, unterliegen aber einer sehr hohen Mortalitätsrate von rund 20 %. Bei Temperaturen unterhalb des Optimums verzögert sich die Entwicklung entsprechend, bei weniger als 6,2 °C stirbt die Larve. Ausschlaggebend für das Schlüpfen ist eine ausreichende Durchsetzung des umgebenden Holzes mit dem Myzel des Braunfilzigen Schichtpilzes, dem eine Austrocknung des Holzes vorausgeht. Ohne diese Vorbedingung kommt es nicht zum Schlupf. Der Baum kann den Befall nur abwehren, indem er die Fraßgänge mit Harz flutet oder den Pilz mit einer Barriere aus Polyphenolen aufhält.

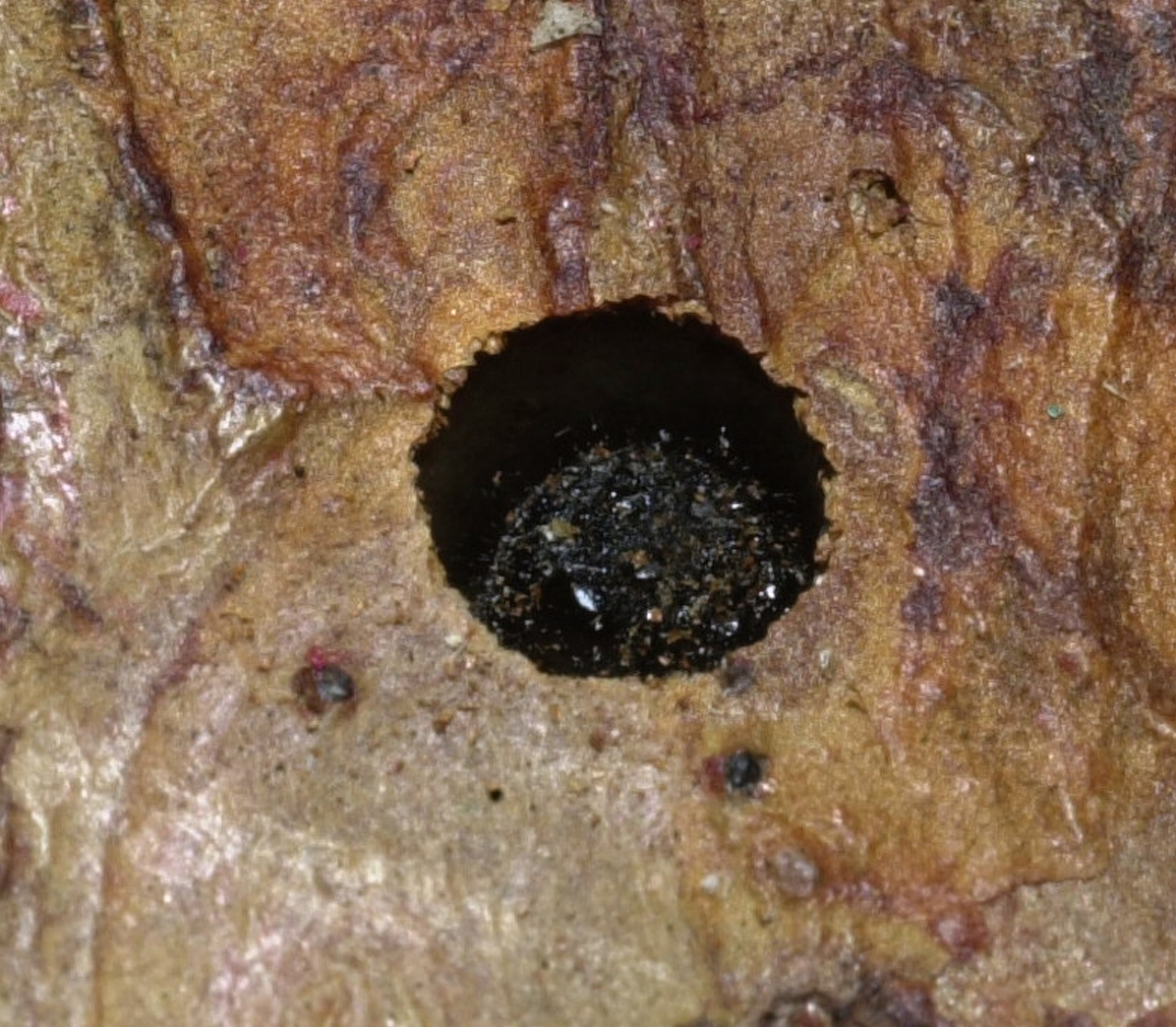
Ausschlupfloch einer Blauen Fichtenholzwespe

Die Zahl der Larvenstadien bewegt sich zwischen einem Minimum von sechs und einem Maximum von zwölf. Während der ersten beiden Stadien ernähren sich die Larven zunächst nur vom umliegenden Pilzgewebe, bevor sie ins Holz vordringen. Bis zum vierten Stadium fressen sie sich entlang der Tracheiden durch das letzte Sommerholz, anschließend in Richtung Kernholz. Nach dem siebten Stadium haben sie in der Regel die Maximalgröße erreicht. Im Verlauf des Fraßes biegen sie dann nach oben oder unten ab, was durch verschiedene Faktoren ausgelöst werden kann. So veranlassen etwa das Anschneiden eines fremden Fraßgangs, Harzblasen oder Trockenheit die Larve zur Umkehr. Die Larven ernähren sich ausschließlich vom Myzel des Pilzes, das sie mittels eines Sekrets aufschließen. Wenige Zentimeter unterhalb der Borke verpuppen sie sich. Weibliche Larven sondern zuvor jedoch ein oidienhaltiges Sekret ab, das sie als Imago über den Legestachel wieder in ihre Mycetangien aufnehmen. Die fertig ausgebildeten Imagines fressen sich bis zur Borke durch, verharren aber – abhängig von der Witterung – oft noch einige Zeit (bis zu drei Wochen) im Ausschlupfloch, bevor sie das Holz bei warmem und sonnigem Wetter verlassen.
Insgesamt dauert die Entwicklung der Larven vom Schlüpfen bis zur Verpuppung von zehn Monaten bis hin zu zwei Jahren, in Ausnahmefällen bis zu sechs Jahre. Dabei spielen neben dem Grad der Pilzdurchsetzung des Holzes vor allem die klimatischen Rahmenbedingungen eine Rolle, die Entwicklung vollzieht sich in kälteren Regionen langsamer.

### Symbiose
Die Blaue Fichtenholzwespe und der Braunfilzige Schichtpilz stehen in einer sehr engen symbiotischen Beziehung zueinander. Die Blaue Fichtenholzwespe ist neben der Gemeinen Holzwespe (Sirex juvencus) und S. nitobei aus Ostasien einer von drei Symbionten des Pilzes, der in erster Linie von ihrer Vektorfunktion profitiert. Daneben schafft die Wespe optimale Bedingungen für den Befall durch den Pilz, indem sie in die tieferliegenden Holzschichten bohrt und den Wirtsbaum schwächt. Der Braunfilzige Schichtpilz hat sich dieser Beziehung evolutionär angepasst und bildet Fruchtkörper nur noch in Ausnahmefällen oder in Kultur aus.
Umgekehrt ist die Blaue Fichtenholzwespe vollständig von ihrem Symbionten abhängig. Ohne die Vorarbeit des Pilzes bei der Zersetzung des Wirtsholzes und der Schwächung des befallenen Baumes kommt die Entwicklung der Larven ins Stocken und bricht ab; wenn sich der Baum von den Auswirkungen des Wespensekrets erholen kann, verharzt er die Fraßgänge und tötet so die Larven. Zudem ermöglicht es erst die vom Pilz ausgelöste Weißfäule den Larven, das Holz aufzuschließen. Dass die Blaue Fichtenholzwespe Mycetangien besitzt, ist eine Konsequenz der starken Bindung aller Holzwespenarten an saprobiontische Pilze und findet sich in der gesamten Familie Siricidae.

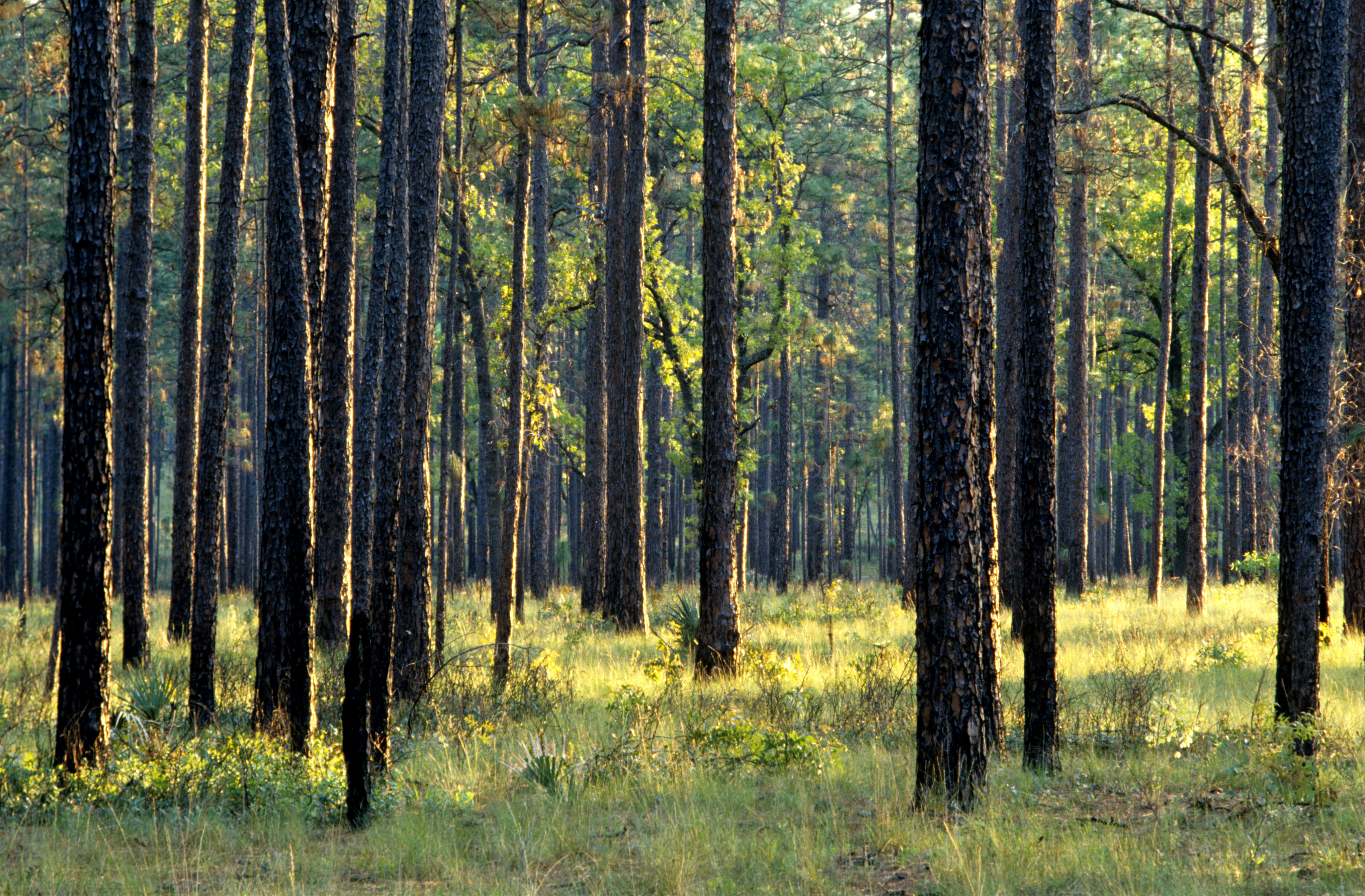
Zum Wirtsspektrum in Nordamerika zählt unter anderem die gefährdete Sumpf-Kiefer (Pinus palustris)

### Wirtsspektrum
Zum Wirtsspektrum der Blauen Fichtenholzwespe zählen ausschließlich Nadelbäume, vorrangig Kiefern (Pinus). In ihrem ursprünglichen Verbreitungsgebiet sind dies vor allem Waldkiefer (P. sylvestris), See-Kiefer (P. pinaster) und Schwarzkiefer (P. nigra) in natürlichen Beständen. In der südlichen Hemisphäre und in Nordamerika greift die Wespe sowohl exotische als auch einheimische Kiefernarten an, bevorzugt in Holzplantagen. In den Vereinigten Staaten zählen dazu in erster Linie Monterey- (P. radiata) und Weihrauch-Kiefern (P. taeda).
Anders als alle anderen Siricidae-Arten ist die Blaue Fichtenholzwespe in der Lage, auch verhältnismäßig gesunde Bäume so stark zu schädigen, dass diese absterben. In der Regel werden jedoch nur bereits geschwächte oder gefällte Bäume befallen; nur bei hohem Populationsdruck greifen die Tiere auch intakte und ungeschwächte Bäume an. Weil nur lebendes Holz das Wachstum des Braunfilzigen Schichtpilzes und der Wespenlarven gewährleistet, befällt die Blaue Fichtenholzwespe kein trockenes oder abgestorbenes Holz; sie ist daher ein sogenanntes Frischholzinsekt. Dennoch können vereinzelt auch Wespen aus verarbeitetem Holz schlüpfen, wenn es erst geraume Zeit nach der Eiablage gefällt wurde.

### Befallssymptome

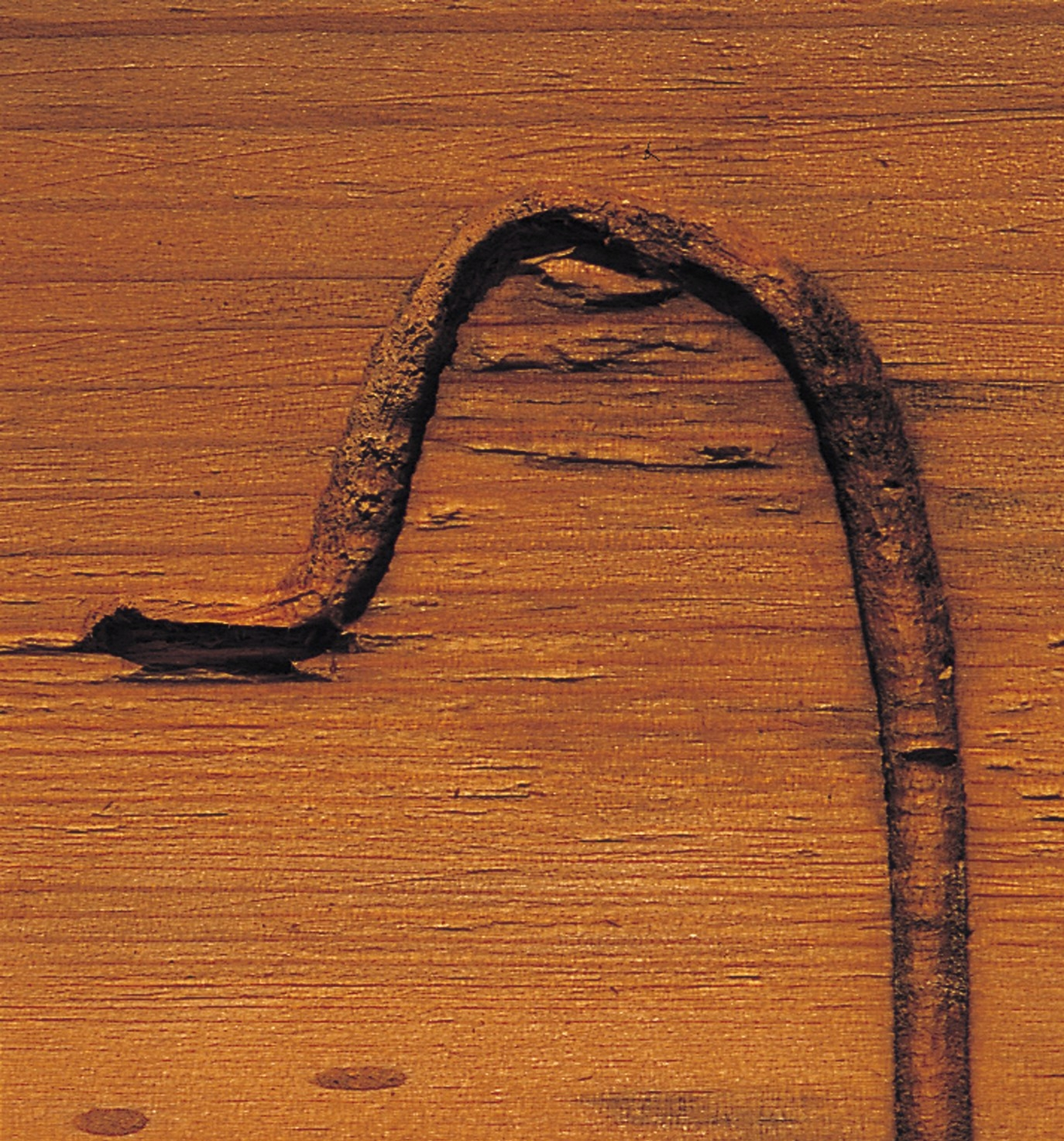
Fraßgang einer Larve

Die Schäden, die der Befall durch die Blaue Fichtenholzwespe verursacht, lassen sich in vier Kategorien beziehungsweise Phasen unterteilen, je nachdem ob sie vom Imago, dem assoziierten Braunfilzigen Schichtpilz, den Larven oder sekundären Parasiten hervorgerufen werden, die auf die Wespe folgen.
Die ersten Reaktionen des Wirtsbaumes sind direkt auf die adulte Wespe zurückzuführen und treten nach 10–14 Tagen ein. Ein phytotoxisches Sekret der Wespe behindert den Stoffwechsel in den Trieben und Nadeln des Baumes, die daraufhin Wasserverluste nicht mehr ausgleichen können. Das sichtbare Resultat ist eine Braunfärbung der Nadeln, die zudem herabhängen oder abfallen. Am mittleren Stamm können feine Harztropfen auf Bohrlöcher der Wespe hindeuten; dies ist allerdings ein sehr allgemeines Merkmal für Holzschädlinge.
Währenddessen keimen die Pilzsporen in den Bohrlöchern der Wespe, weil der Trockenstress des Baumes ein geeignetes Milieu schafft und sie durch die Öffnungen in der Borke eine Luftzufuhr erhalten. Der Braunfilzige Schichtpilz zersetzt das Lignin des Holzes und verursacht dadurch Weißfäule. Da er sich entlang des vertikal verlaufenden Xylems bewegt, entsteht eine sogenannte Rotstreifigkeit, bei der sich im senkrechten Querschnitt rötliche und weiße Schlieren zeigen, die entlang der Wuchsrichtung verlaufen.
In einer dritten Phase beginnt die Larve damit, in das Holz vorzudringen. Dabei frisst sie Gänge, die zunächst in Richtung Stammmitte verlaufen, bevor sie abbiegen und wieder zurück zur Rinde führen. Diese Gänge sind im Querschnitt jedoch meist nicht zu erkennen, da sie sehr kompakt mit Holzmehl verstopft sind. Oft fallen sie deshalb nicht einmal bei der Holzverarbeitung auf. Die Länge dieser Gänge variiert je nach Zusammensetzung des Holzes zwischen 5 und 20 cm, auch der Durchmesser schwankt durch unterschiedliche Larvengrößen stark. Die Fraßgänge enden in kreisrunden Ausfluglöchern von wenigen Millimetern Durchmesser.
Der Stress des Wirtsbaumes und die Fraßgänge der Larve erleichtern in einer möglichen vierten Phase den Befall durch weitere Insekten oder Pilze, die wiederum eine Vielzahl weiterer Symptome hervorrufen können. Zusammen können die drei Faktoren Imago, Pilz und Larve innerhalb von zwei Wochen bis acht Monaten zum Absterben des Baumes führen.

### Fressfeinde und Parasiten

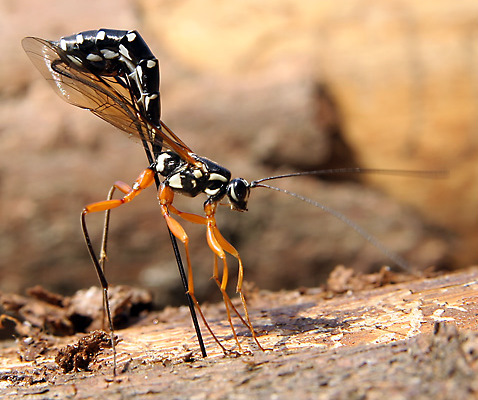
Auf die Blaue Fichtenholzwespe und deren Verwandte spezialisiert ist die Holzwespen-Schlupfwespe (Rhyssa persuasoria), die ihre Eier gezielt auf die Wespenlarven legt

Zu den Fressfeinden der Blauen Fichtenholzwespe zählen vornehmlich Vögel. Besonders erfolgreich sind bei Imagines Schwalben (Hirundinidae) und Segler (Apodidae), die vor allem die schwärmenden Männchen jagen. In Mitteleuropa zählen wohl vornehmlich Schwarzspecht (Dryocopius martius) und Buntspecht (Dendrocopus major) zu den Fressfeinden der Larven. Bei allen Vögeln handelt es sich aber eher um opportunistisches Jagdverhalten; keine Vogelart scheint auf die Blaue Fichtenholzwespe spezialisiert zu sein.

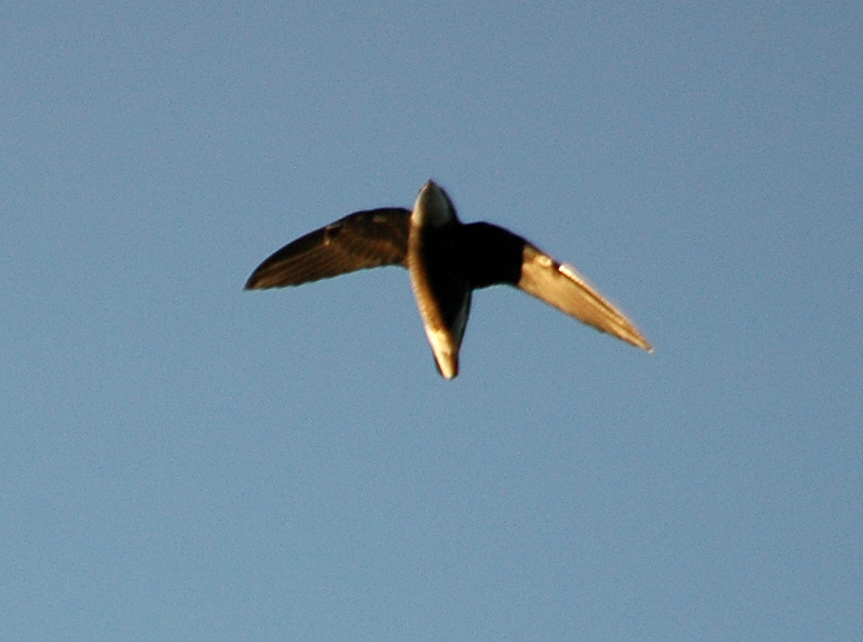
Der Stachelschwanzsegler (Hirundapus caudacutus) ist eine der australischen Vogelarten, die die Wespe gelegentlich erbeuten

Größere Auswirkungen auf die Population der Wespen haben spezialisierte Parasiten wie die Gallwespe Ibalia leucospoides oder die Schlupfwespenarten Schletterius cinctipes, Megarhyssa nortoni und die Holzwespen-Schlupfwespe (Rhyssa persuasoria). Während Ibalia leucospoides ihre Eier in das Ei der Blauen Fichtenholzwespe legt und die Schlupfzeit deshalb synchron mit dem Wirt ist, legen die Schlupfwespen ihre Eier auf (Schletterius cinctipes und Rhyssa persuasoria) respektive in (Megarhyssa nortoni) die Larve oder Puppe der Fichtenholzwespe; sie schlüpfen dementsprechend zeitversetzt im Frühjahr. Die Wirtslarven werden über die Antennen anhand des Geruchs von austretendem Bohrmehl beziehungsweise Pilzmyzel, schwacher Vibrationen oder von Temperaturunterschieden zum Umgebungsholz geortet. Die meisten dieser Hyperparasiten ernähren sich von Honigtau und Nektar, wodurch die Anfälligkeit der Holzwespen auch vom Angebot dieser Stoffe abhängt.
Ein weiterer Parasit ist der Fadenwurm Beddingia siricidicola (syn. Deladenus siricidicola), der in den 1970er Jahren als möglicher Gegenspieler zur Bekämpfung der Blauen Fichtenholzwespe in der Neuen Welt identifiziert wurde. B. siricidicola ruft bei weiblichen Wespen Unfruchtbarkeit hervor, beeinträchtigt die Zeugungsfähigkeit der Männchen jedoch nicht. Im Holz des Baumes ernähren sich die Fadenwürmer vornehmlich vom Myzel des Braunfilzigen Schichtpilzes und bilden lediglich mycetophage Formen aus. Gelangen sie jedoch in die Nähe einer Wespenlarve, entwickeln sich infektiöse Weibchen, die sich mit Männchen paaren und anschließend die Wespenlarve befallen. Diese verlassen anschließend den Baum und tragen die Fadenwürmer weiter. Neben der Unfruchtbarkeit der Weibchen entsteht auch eine Nahrungskonkurrenz zwischen B. siricidicola und den Wespenlarven, die dadurch langsamer wachsen und gegebenenfalls verhungern. Die Populationen der Blauen Fichtenholzwespe sind äußerst anfällig für den Befall durch B. siricidicola und verzeichnen Infektionsraten von bis zu 90 %. Die Fadenwürmer werden deshalb bevorzugt zur Bekämpfung des Sirex-Amylostereum-Komplexes eingesetzt. Der nahe verwandte B. wilsoni hat eine ähnliche Wirkung, parasitiert allerdings auch Schlupfwespen der Gattung Rhyssa, weshalb er nicht zur Schädlingsbekämpfung eingesetzt wird.

## Systematik und Forschungsgeschichte
Die Blaue Fichtenholzwespe wurde erstmals 1793 von Johan Christian Fabricius in seiner Entomologia Systematica Emendata Et Aucta beschrieben. Synonyme sind Sirex melanocerus (Thomson, 1871) und Paururus noctilio.
Während die Wespe in Europa und Asien lange Zeit nicht im Mittelpunkt der Forschung stand, setzten in Australien und Neuseeland Mitte des 20. Jahrhunderts Bestrebungen ein, die Ökologie und Schadwirkung des Wespe-Pilz-Komplexes umfassend zu erforschen und zu verstehen. Die Blaue Fichtenholzwespe gilt infolgedessen als die bislang am besten erforschte Holzwespe.
Zur Systematik der Art und der Gattung Sirex liegen bisher dennoch keine umfassenden Studien vor. Untersuchungen eines Genabschnitts der mitochondrialen DNA, ergaben jedoch eine nahe Verwandtschaft zu nordamerikanischen Sirex-Arten wie S. edwardsii oder S. cyaneus, wobei diese sich nur in 8–11 % der untersuchten Basenpaare unterschieden. Der geringste Unterschied im Erbgut fand sich gegenüber der europäischen Gemeinen Holzwespe (S. juvencus) mit 7,6 %. Diese Art ist in Europa sympatrisch mit der Blauen Fichtenholzwespe und ebenfalls mit dem Braunfilzigen Schichtpilz vergesellschaftet.

## Bedeutung als Schädling

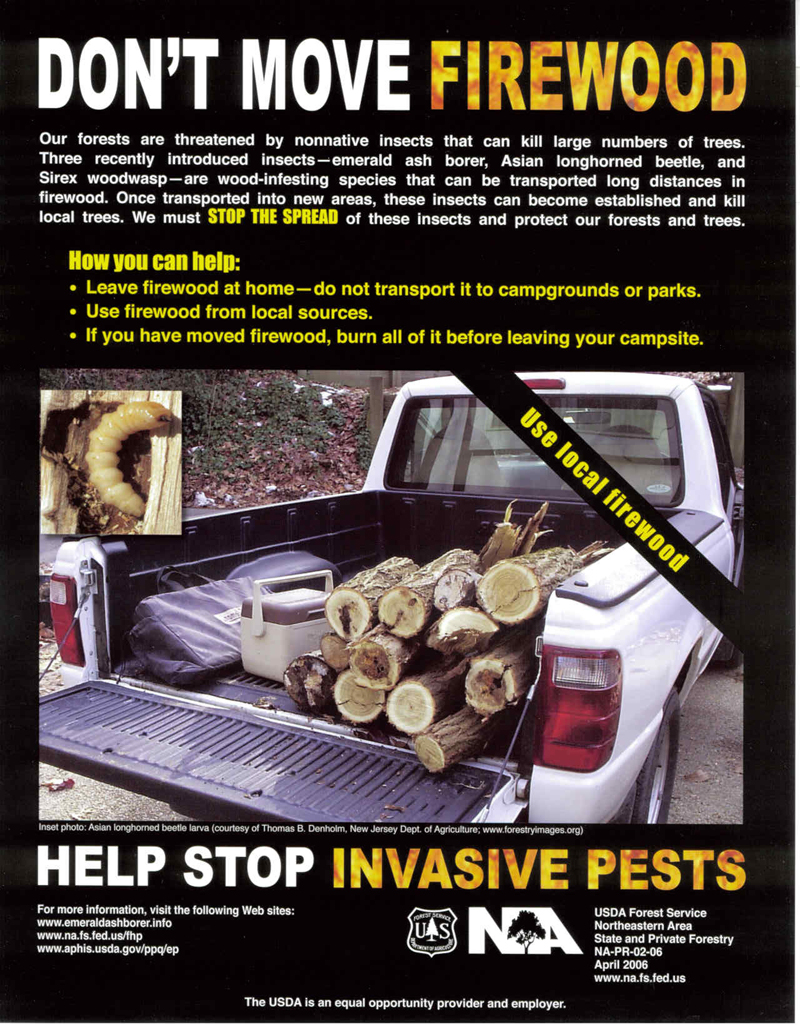
Poster des United States Department of Agriculture, das vor dem Transport von befallenem Feuerholz warnt

### Auswirkung auf die Forstwirtschaft
Der Sirex-Amylostereum-Komplex hat in seinem ursprünglichen Verbreitungsgebiet keine herausragende Bedeutung in der Forstwirtschaft. Hier tritt die Blaue Fichtenholzwespe meist nur als Sekundärparasit von bereits befallenen Bäumen auf; lediglich durch den Fraß an bereits gefälltem Holz können geringe finanzielle Schäden entstehen.
Anders stellt sich die Lage in Gebieten dar, wo die Art eingeschleppt wurde: Hier bedroht sie vor allem Kiefernmonokulturen in warmen und trockenen Gegenden, wo sie bis zu 80 % der befallenen Bäume absterben lässt. Die Ursache dafür liegt zumeist in der mangelnden Standfestigkeit schnellwachsender Plantagenbäume, die oft nur über unzureichende Wasser- und Nährstoffversorgung verfügen. Zusätzlich erhöht die Standdichte von Bäumen der gleichen Art die Anfälligkeit für den Befall. Damit sind vor allem Anpflanzungen der Holzwirtschaft, aber auch ökologisch bedeutsame Kiefernbestände in ariden oder halbariden Regionen betroffen. Zu größeren Epidemien kam es in der Vergangenheit vor allem während längerer Trockenperioden, wenn die Kiefernbestände großräumig geschwächt waren.
Eine Schätzung des United States Department of Agriculture für die südöstlichen US-Bundesstaaten ergab mögliche Ausfälle in Höhe von 1,9 Mrd. US-Dollar bei einer eher geringen Baumsterblichkeitsrate von 10 %; bei einer Rate von 50 % lägen die Schäden im gleichen Gebiet bei rund 11 Mrd. US-Dollar. Für die gesamte infizierte Fläche ergäbe sich demnach eine Summe von 2,9 beziehungsweise 17 Mrd. US-Dollar. Für die Provinzen Ontario und Québec kam eine kanadische Studie auf Ausfälle zwischen 0,7 und 2,1 Mrd. US-Dollar innerhalb von 28 Jahren.

### Bekämpfung
Während von Waldbesitzern und Forstbehörden zunächst vor allem auf Insektizide zurückgegriffen wurde, um die Blaue Fichtenholzwespe zurückzudrängen, ist die Forstwirtschaft von dieser Methode mittlerweile abgekommen. Die Gründe dafür liegen in der Schädigung einheimischer Holzwespenarten und anderer Insekten sowie der mangelnden Effizienz der insektiziden Wirkstoffe. Da die Imagines nicht fressen und nur eine kurze Lebensspanne haben, nehmen sie kaum Gift auf und zeigen sich sehr resistent gegen Insektenvernichtungsmittel. Allerdings zeigten auch Versuche, die Blaue Fichtenholzwespe mittels Schlupf- oder Gallwespen zu bekämpfen, nicht die gewünschte Wirkung. Erste Erfolge stellten sich erst mit der Entdeckung des Fadenwurms Beddingia siricidicola ein. Durch den Einsatz von Kulturen dieses Nematoden konnten Forste in Schottland vollständig von der Wespe befreit werden; auch anderswo führte die Methode zu starken Bestandsrückgängen der Blauen Fichtenholzwespe. Bei dieser Methode werden potentielle Wirtsbäume angebohrt und mit B. siricidicola-Kulturen infiziert. Zur Schlupfzeit der Wespe werden die Bäume zusätzlich mit Herbiziden behandelt, sodass die dadurch stark gestressten Bäume attraktive Ziele für die Holzwespen bieten. In Australien und Neuseeland hat diese Art der Bekämpfung bereits Erfolge gezeigt, so ist der Bestand dort stark zurückgegangen. Als eine Konsequenz der Forstschäden in Australien und Neuseeland muss für dorthin eingeführtes Nadelholz über ein Zertifikat nachgewiesen werden, dass es frei von lebenden Sirex-Larven ist. Dies wird beispielsweise durch die Behandlung mit Brommethan (CH3Br), Hitzebehandlung oder Entfernen der Rinde erreicht.

## Belege und Verweise